# Can’t Catch Me Now
«Can’t Catch Me Now» (с англ. — «Теперь меня не поймаешь») — песня американской певицы Оливии Родриго с саундтрека к фильму «Голодные игры: Баллада о змеях и певчих птицах». Родриго написал песню вместе с её продюсером Дэном Нигро. Лейбл Geffen Records выпустила песню «Can’t Catch Me Now» в качестве второго сингла альбома 3 ноября 2023 года. На церемонии 2023 года песня получила премию Hollywood Music in Media Awards за лучшую оригинальную песню к фильму научной фантастики, фэнтези или ужасов.

## История
Оливия Родриго выпустила свой второй студийный альбом Guts, в который вошла песня «Ballad of a Homeschooled Girl», в 2023 году. 1 ноября 2023 года было объявлено, что «Can’t Catch Me Now», её сингл из фильма «Голодные игры: Баллада о змеях и певчих птицах», будет выпущен 3 ноября 2023 года. Анонсируя песню вместе с клипом из фильма, Родриго заявила: «Я безумно рада, что мне выпала возможность написать песню для „Голодных игр: The Ballad of Songbirds & Snakes“». Клип включал 60-секундный фрагмент с текстом: «На склонах гор кровь / На стенах надписи / Но я в деревьях, я в ветерке / Мои шаги на земле». Песня была доступна для предварительного заказа и вошла в качестве первого трека в 17-песенный альбом саундтрек, выпущенный на Geffen Records.

## Композиция
Продолжительность «Can’t Catch Me Now» составляет 3 минуты 25 секунд. Дэн Нигро спродюсировал и смикшировал песню вместе с Диланом Уотерхаусом. Он играет на гитаре, клавишных, бас-гитаре, меллотроне; Пол Картрайт дирижирует струнной аранжировкой и играет на альте и скрипке; а Чаппелл Роан исполняет фоновый вокал. Рэнди Меррилл сделал мастеринг.
«Can’t Catch Me Now» — фолк-рок песня, которая начинается с акустической гитары, а затем включает струнные и гармонию . Песня становится все более напряжённой во время припева, когда Родриго поёт «You can’t, you can’t catch me now» под оркестровые инструменты. В конце песни Родриго поёт слова, которые намекают на сюжет фильма: «Да, иногда огонь, который ты основал, / Горит не так, как ты ожидал, / Да, ты думал, что это конец». Харизма Мадаранг из Rolling Stone написала: «В треке Родриго играет на интимно звучащих акустических гитарах, а мелодии развиваются до медленного крещендо и рассказывают историю мести».

## Награды и номинации
Песня «Can’t Catch Me Now» получала награды и номинации. В 2023 году песня получила премию Hollywood Music in Media Award за лучшую оригинальную песню к фильму научной фантастики, фэнтези или ужасов, а в 2024 году — премию Gold List за лучшую оригинальную песню и премию Society of Composers and Lyricists Award за выдающуюся оригинальную песню к драматическому или документальному визуальному медиапродукту. Она была номинирована на премию Ассоциации кинокритиков Северной Каролины в 2023 году и премию Gold Derby Film Awards в 2024 году, а также на премию Гильдии музыкальных руководителей в 2024 году за лучшую песню, написанную и/или созданную для фильма и лучшую песню, написанную для визуальных медиа, на 67-й ежегодной премии «Грэмми». «Can’t Catch Me Now» была включена в шортлист номинантов на лучшую оригинальную песню на 96-й церемонии вручения премии Оскар, но не была номинирована.
| Год  | Организация                          | Награда                                                | Результат | Ссылка |
| ---- | ------------------------------------ | ------------------------------------------------------ | --------- | ------ |
| 2023 | 14th Hollywood Music in Media Awards | Best Original Song in a Sci-Fi, Fantasy or Horror Film | Победа    | [ 21 ] |

## Музыкальное видео
Леонн Уорд снял клип на песню «Can’t Catch Me Now», который был выпущен 13 ноября 2023 года. В нём Родриго сидит в изолированной хижине, мучаясь о чём-то, а затем бежит по полю, напевая слова песни, перемежаемые сценами из фильма.

## Чарты
| Чарт (2023)                         | Высшая позиция |
| ----------------------------------- | -------------- |
| Австралия (ARIA)                    | 23             |
| Канада (Billboard Canadian Hot 100) | 42             |
| Чехия (Singles Digitál Top 100)     | 44             |
| Франция (SNEP)                      | 100            |
| Германия (GfK)                      | 93             |
| Мир (Billboard Global 200)          | 43             |
| Ирландия (IRMA)                     | 5              |
| Литва (AGATA)                       | 25             |
| Нидерланды (Single Top 100)         | 45             |
| Нидерланды (Tipparade)              | 13             |
| Новая Зеландия (Recorded Music NZ)  | 15             |
| Норвегия(VG-lista)                  | 37             |
| Польша (Polish Streaming Top 100)   | 57             |
| Словакия (Singles Digitál Top 100)  | 50             |
| Швеция (Sverigetopplistan)          | 82             |
| Швейцария (Schweizer Hitparade)     | 56             |
| Великобритания (UK Singles Chart)   | 12             |
| США (Billboard Hot 100)             | 56             |

## Сертификации
| Регион                                                                      | Сертификация | Продажи |
| --------------------------------------------------------------------------- | ------------ | ------- |
| Австралия (ARIA)                                                            | Платиновый   | 70 000  |
| Бельгия (BEA)                                                               | Золотой      | 20 000  |
| Бразилия (ABPD)                                                             | Золотой      | 20 000  |
| Канада (Music Canada)                                                       | Платиновый   | 80 000  |
| Польша (ZPAV)                                                               | Золотой      | 25 000  |
| Великобритания (BPI)                                                        | Серебряный   | 200 000 |
| Данные о продажах + прослушиваниях приведены только на основе сертификации. |              |         |

## История выхода
| Регион         | Дата           | Формат                     | Лейбл     | Ссылка |
| -------------- | -------------- | -------------------------- | --------- | ------ |
| Мир            | 3 ноября 2023  | Цифровые загрузки стриминг | Geffen    |        |
| Испания        | 3 ноября 2023  | Виниловый 7-дюймовый сингл | Universal | [ 49 ] |
| Нидерланды     | 10 ноября 2023 | Виниловый 7-дюймовый сингл | Universal | [ 50 ] |
| Великобритания | 10 ноября 2023 | Виниловый 7-дюймовый сингл | Polydor   | [ 51 ] |
| США            | 25 ноября 2023 | Виниловый 7-дюймовый сингл | Geffen    | [ 52 ] |